# Котляров Борис Іванович
Бори́с Іва́нович Котляро́в (4 листопада 1911, Груєць (Польща)  — †4 червня 1989, Харків) — російський радянський поет, прозаїк, публіцист. Літературна премія ім. Лесі Українки (1973). Писав російською мовою.

## Біографічні відомості
Народився 4 листопада 1911 року в місті Груєць (Польща) у сім'ї службовця.
Учився в профшколі. Працював на харківському заводі «Серп і молот» електрослюсарем, літпрацівником багатотиражки. 
Член КПРС.
Учасник Німецько-радянської війни. Брав участь у бойових діях, згодом служив журналістом. Нагороджений орденами Вітчизняної війни 2-го ст. (двома), Червоної Зірки, «Знак Пошани» та медалями. 
Після війни – на літературній роботі. Член СП СРСР з 1946 р.

### Поетичні книжки
- «Праздник» (1935)
- «Серебристые тополи» (1937)
- «Победитель» (1941)
- «Матросский край» (1947)
- «Мастера» (1949)
- «Песнь о Синегорье» (1950)
- «Обращение к другу» (1952)
- «Стихи. Поэмы» (1954)
- «Подвиги» (1958)
- «Город рабочей славы» (1960)
- «Земляне» (1961)
- «Светлынь» (1962)
- «Добрый океан» (1966)
- «Спор о любви» (1967)
- «Каменный лист» (1968)
- «Обещание» (1976)
- «Морская книга» (1980)

### Збірки сатири і гумору
- «Шутки добрые и злые» (1958)
- «Вы знаєте ее?» (1958)
- «Несогласованный цветок» (1961)
- «Вовка «Дон-Жуан» (1962)

### Книжки публіцистики
- «Похожий на отца» (1962)
- «Страницы из дневника» (1964)
- «Тетрадь для младшего друга» (1970)
- «Раскрытый дневник» (1974)
- «Рисунок полета» (1974)
- «Аллея» (1979)
- «Дворец» (1984)

### Книжки для дітей
- «Помощники» (1950)
- «Кубик — пес матросский» (1955)
- «Самый смелый» (1956)
- «Мик и Мок» (1957)
- «Мои звезды» (1958)
- «Подснежник» (1959)
- «Ветер-ветерок» (1959)
- «Мастеренок» (1960)
- «Футболист» (1963)
- «Три тайны» (1963)
- «Девочка-звездочка» (1964)
- «Мастеренок и его друзья» (1971)
- «Светлые тайны» (1971)

### Довідкова література
- Ільїницька О. П.  КОТЛЯРОВ Борис Іванович // Літературна Харківщина : довідник / за заг. ред. М. Ф. Гетьманця. Харків: Майдан, 1995. 367 с. (с. 189) ISBN 5-7707-8031-2.